# Die Abenteurerin von Monte Carlo
Die Abenteurerin von Monte Carlo ist ein dreiteiliger deutscher Abenteuer-Stummfilm von Adolf Gärtner (Regie) und Willi Wolff (Drehbuch) mit Wolffs Ehefrau Ellen Richter in der Titelrolle.

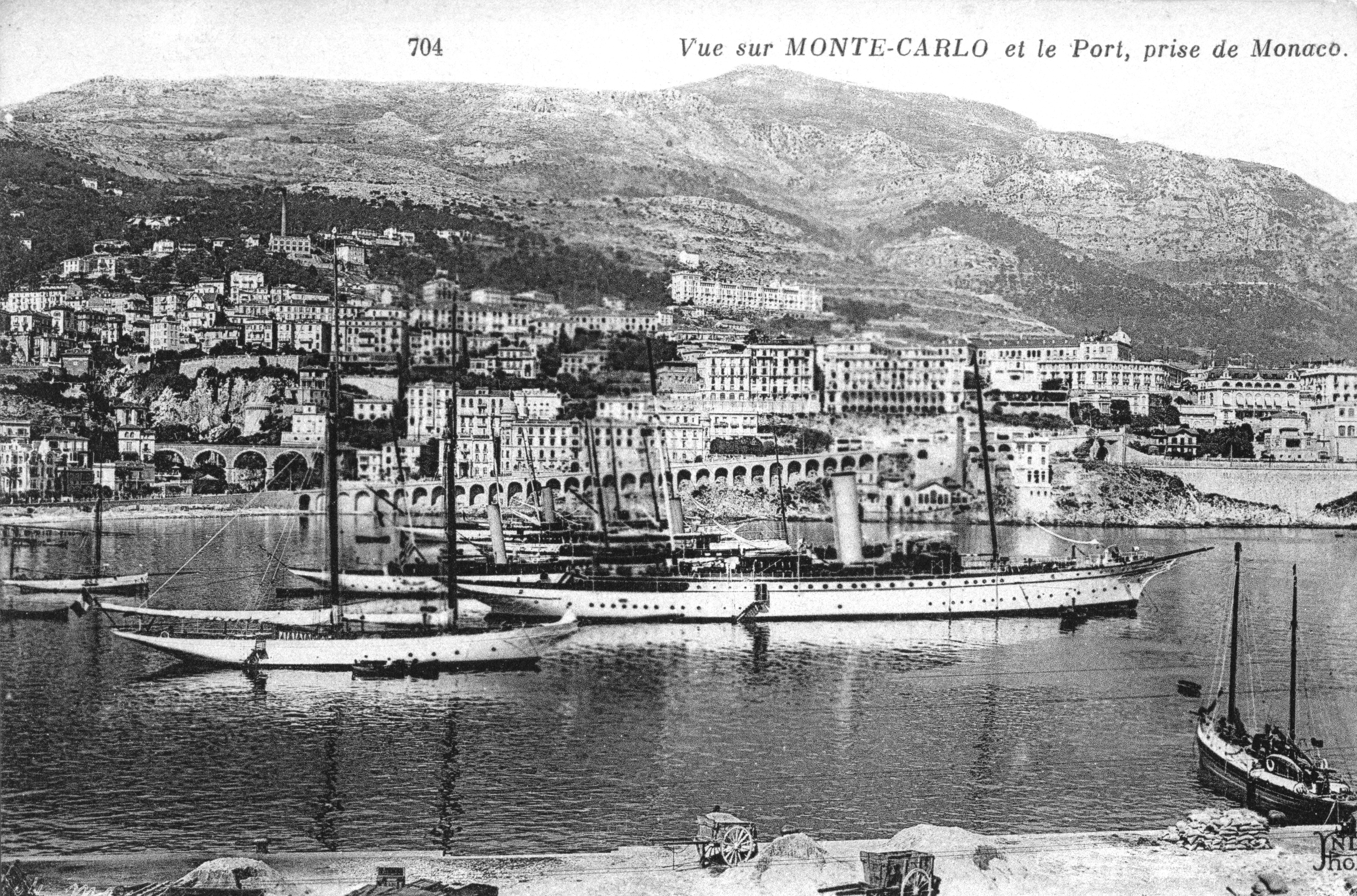
Drehorte: Monte-Carlo (Anfang des 20. Jh.) …

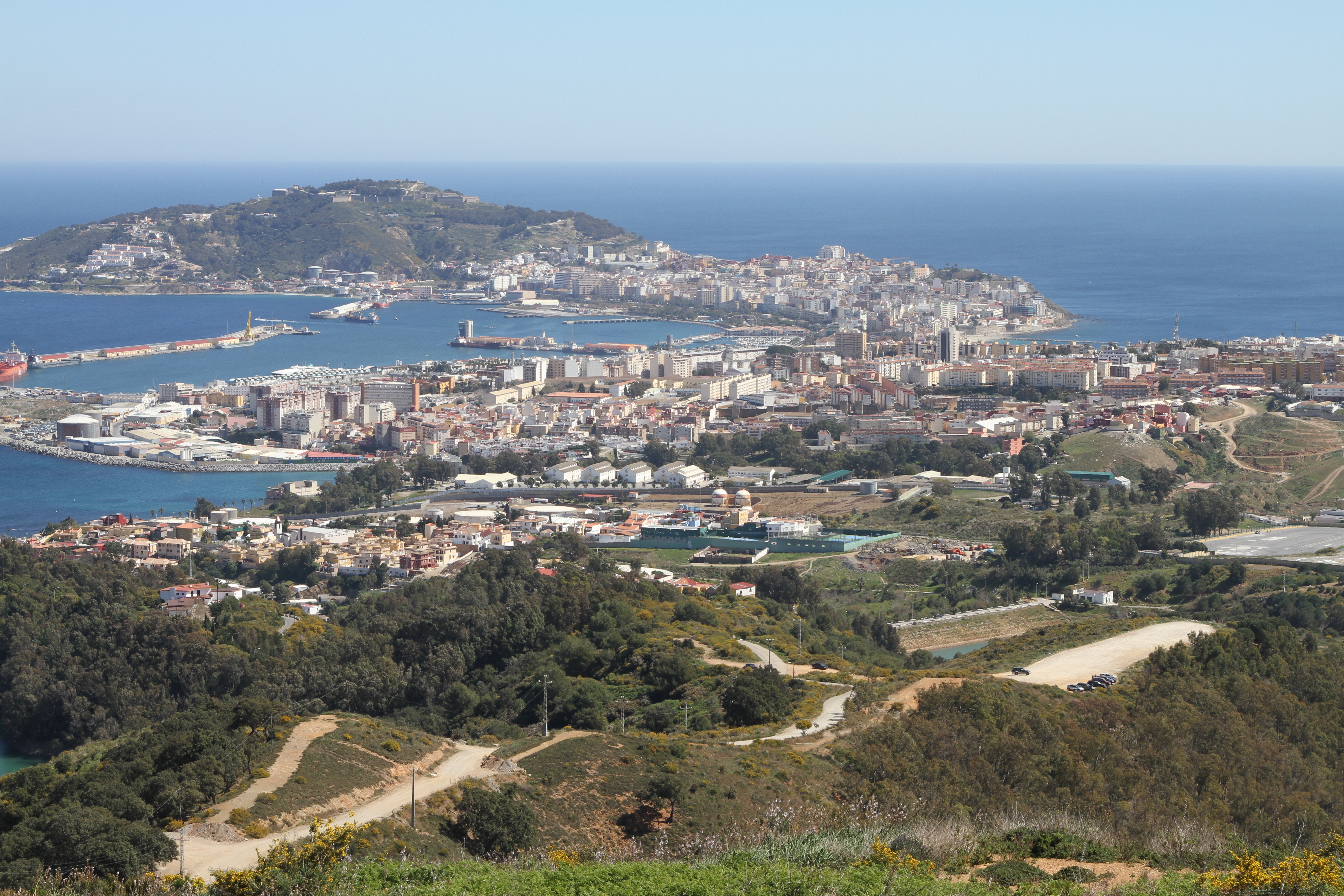
… Ceuta …

… Barcelona (Sagrada Familia) …

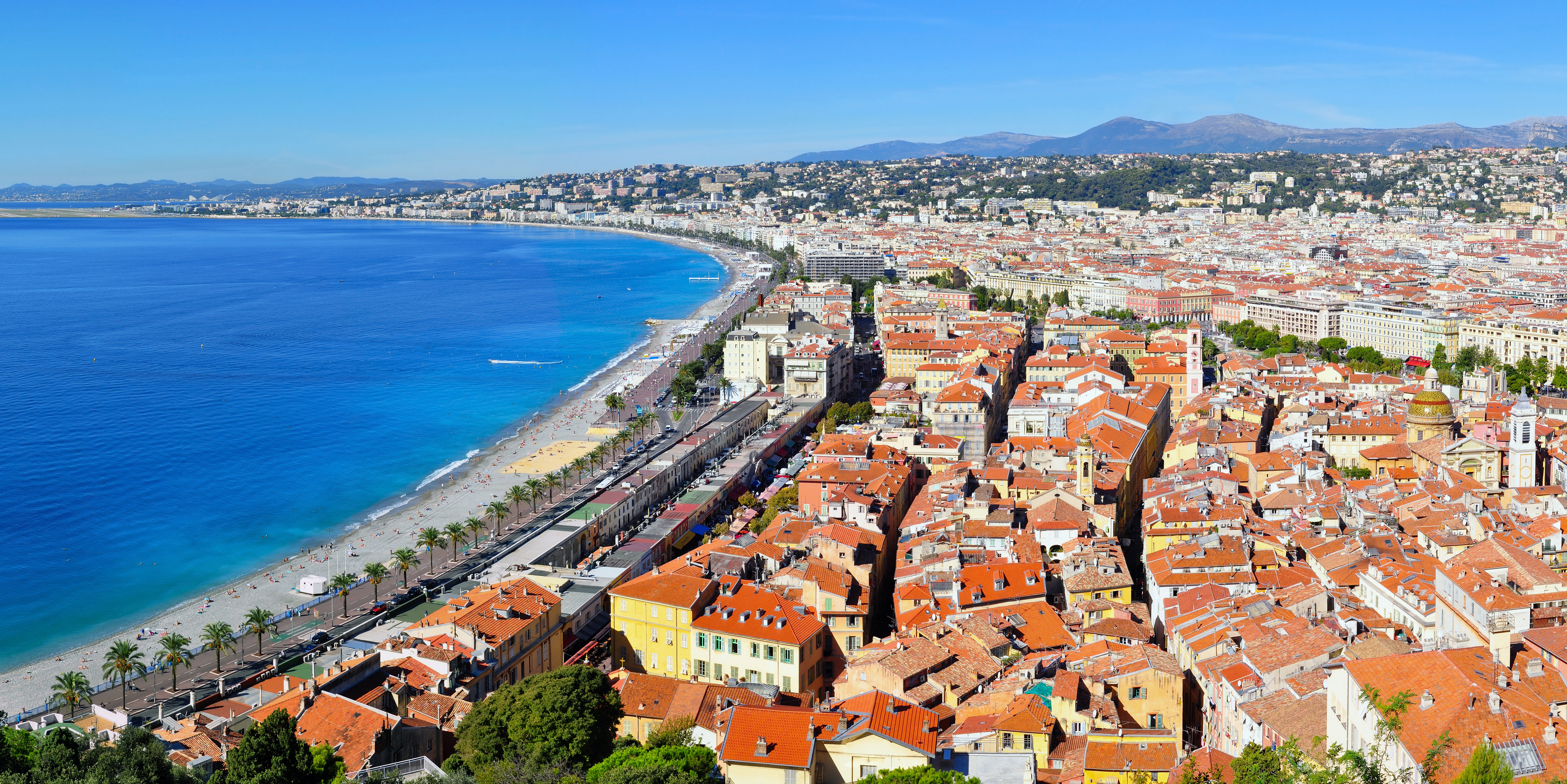
… und Nizza

## Handlung

### Erster Teil: Die Geliebte des Schahs
Der Großindustrielle Rimay steht im ständigen Konkurrenzkampf mit seinem Kollegen de Jong. Doch anders als de Jong ist Rimay ein Schurke, dem jedes Mittel recht ist, seinem Gegenspieler dessen marokkanische Bergwerke abzuluchsen. Dazu stachelt er sogar vor Ort die Rifkabylen auf, sich gegen de Jong zu erheben. Dabei werden etwa 300 Europäer eingeschlossen. De Jong beauftragt daraufhin seinen Neffen Edward Stanley, als Makkaroni getarnte Waffen ins diese Region zu schmuggeln, um die gefangen gehaltenen Europäer zu befreien. Edward wird von seinem Onkel dahingehend instruiert, bei seinem Vorgehen äußerste Vorsicht walten zu lassen und erhält von diesem Legitimationspapiere. Doch Rimay, der Edward dabei beobachtet, vermutet das Richtige und beauftragt seine junge Gattin Zoraja, Edward bei einem Theaterbesuch zu becircen und ihn anschließend zu sich nach Hause zu locken. Mit einer Tasse Tee wird Stanley ins Reich der Träume geschickt.
Zoraja übergibt ihrem Ehemann die wichtigen Papiere Edwards. Rimay berät sich daraufhin mit seinem Helfershelfer Thierry. Zoraja, die die zwei belauscht, muss daraufhin feststellen, was für ein Schurke ihr Gatte ist.  Schlagartig wird ihr klar, dass jetzt auch ihr Leben nicht mehr viel wert ist. Voll Bedauern kehrt Zoraja in dasjenige Zimmer, in dem sie Edward betäubt zurückgelassen hatte, zurück und kümmert sich um den Wiedererwachenden. Dieser muss mit Schrecken erkennen, dass seine Dokumente entwendet wurden. Zoraja gesteht ihm, einen Riesenfehler begangen zu haben und bietet sich dem jungen Mann fortan als seine treueste Helferin an. Beide jungen Leute entfliehen Rimays Haus und begeben sich nach Süden. Augenblicklich nimmt Rimay deren Verfolgung auf. Noch am selben Abend wird de Jong ermordet, und da Geld de Jongs fehlt, das Edward als Reisekosten mitgenommen hatte, und Edward verschwunden ist, fällt natürlich der Verdacht auf den in Wahrheit unschuldigen Neffen, der aus Habgier den eigenen Onkel getötet haben soll.

### Zweiter Teil: Marokkanische Nächte
Es folgt eine Hetzjagd durch Südwesteuropa über Stock und Stein, auf der Orte wie Basel, der St. Gotthard, Mailand und Genua passiert werden. Auf dem Weg nach Nordafrika in Monte Carlo angekommen, gelingt es Edward und Zoraja, im Casino die Bank zu sprengen, sodass man nunmehr für die Weiterreise sehr gut ausgestattet ist. Rimay und sein Lakai sind den beiden Flüchtenden weiterhin auf der Spur. Edward und Zoraja, die titelgebende Abenteurerin von Monte Carlo, wollen von Barcelona nach Marokko, das damals noch unter kolonialeuropäischer Herrschaft stand, übersetzen. Dabei erhalten sie unerwartete Schützenhilfe von Prinz Luigi Monferino, in dessen Auto sie ihren Verfolgern vorerst entkommen können. Der Prinz verliebt sich in Zoraja und wird ihr treuer Helfer. Bei der Überfahrt geht ein Diener, der dicke Ali, über Bord, und Zoraja wird in einen großen Sack an Bord gebracht, um sie mit einem Dampfer nach Marokko zu schmuggeln. Derweil fällt Edward mehrfach in die Hände seiner Widersacher, wird aber immer wieder von der Abenteurerin von Monte Carlo aus den gefährlichsten Situationen gerettet. Unter großen Gefahren werden die mitgeführten Waffen zu den in einem Bergwerk eingeschlossenen Europäern gebracht, um deren Entsatz vorzubereiten. Die Befreiung ist nunmehr nur noch eine Formalie …

### Dritter Teil: Der Mordprozeß Stanley
Zahlreiche Szenen der beiden vorangegangenen Teile werden noch einmal gezeigt, wohl um die Laufzeit des Films zu füllen und eventuelle Erinnerungslücken der Kinoschauer auszubessern. Zum Inhalt: Während in Marokko die gefangen gehaltenen Europäer befreiet werden konnten, ist Edward Stanley nach Paris zurückgekehrt und muss sich nun einer Mordanklage zu Ungunsten seines Onkels de Jong stellen. Die Beweise gegen den Unschuldigen sind erdrückend. Doch Zoraja, noch immer ihrer Schuld an Edwards Schicksal bewusst, lässt diesen nicht im Stich. Sie hat auf der Rückreise aus Marokko nach in der Zeitung vom Prozess gelesen und kommt, in Begleitung ihres treu ergebenen Prinz Luigi Monferino, gerade recht, um durch Beweismaterial – sie hat dem im Sterben befindlichen Rimay-Vertrauten Thierry ein schriftliches Geständnis abgenötigt – die sofortige Freilassung Stanleys und die Verhaftung ihres schurkischen Gatten Rimays zu bewirken.

## Produktionsnotizen
Die Frau mit den Millionen entstand im September 1921 an zahlreichen Drehorten in West- und Südeuropa sowie in Marokko: u. a. Basel, Mailand, Genua, Rapallo, Nervi, Monte Carlo, Nizza, Marseille, Barcelona, Algeciras, Ceuta, Tetuan, El Araisch, Gibraltar, Granada, Sevilla, Madrid, San Sebastian, Tours, Paris. Der erste Teil passierte die Zensur am 23. November 1921. Die Länge des mit Jugendverbot belegten Sechsakters betrug 2300 Meter. Der zweite Teil passierte die Zensur am 3. Dezember 1921. Die Länge des mit Jugendverbot belegten Fünfakters betrug 1730 Meter. Der dritte Teil passierte die Zensur am 14. Dezember 1921. Die Länge des mit Jugendverbot belegten Fünfakters betrug 1818 Meter. Der erste Teil feierte seine Premiere in vier Berliner Lichtspieltheatern am 25. November 1921, der zweite am 9. Dezember 1921 und der dritte Teil am 16. Dezember 1921. In Österreich wurde der Film vielfach als Zweiteiler gezeigt.
Die Filmbauten schuf Hans Dreier.

## Wissenswertes
Mit Die Frau mit den Millionen drehten Ellen Richter und Gatte Wolff, diesmal als Regisseur, im darauf folgenden Jahr (1922) einen weiteren Filmdreiteiler, der an ebenfalls zahlreichen Drehorten, diesmal in Südosteuropa, spielte. Beide Mehrteiler wurden angeregt vom überragenden Publikumserfolg des Abenteuersechsteilers Der Mann ohne Namen mit Harry Liedtke in der Titelrolle.

## Kritiken
Wiens Der Filmbote urteilte: „Der Film ist ausgezeichnet gemacht. Winterstein, Patry, Picha, vor allem aber Ellen Richter als Zoraja, bieten schauspielerisch ausgezeichnetes.“.
Nachfolgend die Kritiken zu den einzelnen Teilen:

### Erster Teil
Im Film-Kurier hieß es: “Ein recht lustiger Abenteurerfilm, in dessen Mittelpunkt ein durch Zufall zusammengebrachtes Paar steht: Lustig ist in diesen Erlebnissen vor allem die Figur Kurt Huszars als Diener Ali und Schah von Beludschistan; in die Rollen der beiden Industriellen teilen sich Eduard von Winterstein und Albert Patry, Anton Pointer ist ganz schneidig als Stanley, und Ellen Richter ist forsch und fesch in der Partie der Zoraja. Flottheit ist die Devise bei diesem Film, der nach bewährtem Rezept hergestellt wurde … und das Scherzo des Grundgedankens wird immer gut mit diesem Tempo verbunden. (…) Die Regie Adolf Gärtners ist das Übliche und will auch nicht mehr sein, die Landschaften sind geschickt verwertet, wenn die Jahreszeiten durcheinandergeworfen sind und sommerliche Straßenbilder aus Paris mit dem Faschingstreiben von Nizza zeitlich zusammenlaufen, aber das macht hierbei nicht allzu viel aus. In der Hauptsache wird dem Vergnügen Rechnung getragen und Huszar ist immer komisch anzusehen.”
In der Berliner Börsen-Zeitung war zu lesen: “Das im übrigen recht geschickt geschriebene Manuskript läßt in den letzten Akten recht merklich nach; gleichwohl haben die Geschehnisse ein Tempo, daß an amerikanische Filme gemahnt. Dazu kommen schöne Massenaufnahmen von der Riviera und überdies steht im Mittelpunkt des Ganzen eine blendend schöne Frau, Grund genug für das Publikum, bei der Uraufführung mit dem Applaus nicht zu kargen. (…) Kurz, ein Publikumsfilm im besten Sinne des Wortes, dem man seine teilweise Kitschigkeit gern verzeiht. Die weibliche Hauptrolle kreierte Ellen Richter mit viel Charme.”
In der Berliner Börsen-Zeitung steht geschrieben: “Wenn ein Manuskript derart unwahrscheinlich und unlogisch ist, wie in diesem Falle, muß die Regie nachhelfen und mit einer gewissen Leichtigkeit über die Unebenheiten der Handlung hinweggleiten. Die Regie Adolf Gärtners vermochte diese Aufgabe, die die Autoren Dr. Willi Wolff und Arthur Somlay allerdings recht schwer gemacht hatten, nicht zu lösen. So bleiben aus der ganzen Fülle von Sensationen nur die glänzend gelungenen Bilder des Nizzaer Karnevals haften. (…) Im Mittelpunkt der abenteuerlichen Angelegenheit … steht Ellen Richter, in ebenso vielen Gestalten wie ihr Vorgänger Harry Liedtke in seinem „Mann ohne Namen“. Man sieht sie als Pariser Kokotte, mit einer blonden Perücke angetan, als Großindustriellengattin, als Liftboy, fliehend, kletternd, verfolgt, ängstlich und mutig und man hat die Empfindung, daß sie eigentlich die richtige Darstellerin für solche Pickfordrollen ist.”

### Zweiter Teil
Im Film-Kurier hieß es: “Dieser zweite Teil … hat seine Hauptstärke wiederrum in den prächtigen Auslandsaufnahmen, diesmal aus Barcelona, Algericas, Ceuta, Tetuan, Gibraltar usw., namentlich die Bilder aus Marokko überraschten, hier ist es zum Teil ausgezeichnet gelungen, den Zauber orientalischer Landschafts- und Städtebilder auf das Zelluloidband zu bannen. Diese Aufnahmen sind sogar so gut, daß man darüber beinahe übersieht, wie stark die Handlung gegen den ersten Teil nachgelassen hat. Adolf Gärtner hat es bei der Inszenierung ausgezeichnet verstanden, publikumswirksame Bilder zu schaffen. (…) Ellen Richter sah in den verschiedensten Vermummungen durchweg gut aus, wenn auch die Stöckelschuhe nicht immer zum Kostüm paßten, dem Publikum genügt ja das blendende Aussehen vollkommen.”
In der Lichtbild-Bühne ist zu lesen: “„Marokkanische Nächte“ gaukeln durch das U.T. Kurfürstendamm; denn so heißt der zweite Teil des großen Ellen-Richter-Films. Seine Szenenfolge führt in ferne Länder, deren von Hamms trefflicher Photographie festgehaltene fremde Schönheit dem Ganzen die richtige, Abenteuer erfüllte Atmosphäre schafft. Der Hafen Barcelonas, der trefflich aufs Bildband gezauberte Stierkampf, die Seestücke, das malerische Marokko, kurz in ihrer Fremdartigkeit doch bezaubernd wahre Auslandsszenerie machen einen willig, auch Unglaubhaftes hinzunehmen. So läßt man sich von der abenteuerlichen Handlung spannen und unterhalten, umso mehr, als die Hauptrollen in Ellen Richter, deren dunkle, etwas empathische Schönheit hier ganz hineinpaßt, und Anton Pointner gute Repräsentanten gefunden haben.”

### Dritter Teil
Im Film-Kurier steht geschrieben: “Die ersten drei Akte dieses dritten Teiles der „Abenteuerin von Monte Carlo“ enttäuschen, müssen enttäuschen, denn sie bringen kaum etwas Neues. Ellen Richter wurde wiederrum viel bejubelt, es zeigte sich erneut, daß ihr eleganter Typ dem Geschmack des Publikums restlos entspricht. Außer den von den früheren Teilen bekannten Darstellern Eduard von Winterstein, Anton Pointner, Paul Biensfeldt (der in einer Episode glänzend war) seien auch Adolf Klein, Rudolf Forster-Larrinaga und Henry Bender erwähnt, Bender hätte man allerdings, eine bessere Maske gewünscht.”
In der Berliner Börsen-Zeitung war zu lesen: “Drei Akte erwartet man vergebens etwas Neues, es wird rekapituliert und nochmals rekapituliert, Irgendwo auf einem Rummelplatz produziert sich der dicke Huszar als Menschenfresser, wie, sage ich nicht, aber das Publikum wieherte vor Vergnügen. Der bis dahin mäßige dritte Teil war gerettet. Im fünften Akt folgt alsdann in atemberaubendem Tempo die Lösung des Konflikts, geschickt geschrieben und noch geschickter inszeniert. Ellen Richter erzielte in der Hauptsache dank ihres blendenden Aussehens und ihrer eleganten Toiletten einen durchschlagenden Erfolg: nächst ihr gefiel Karl Huszar zweifellos am besten.”